# Helmut Knochen
 (décembre 2015).
Si vous disposez d'ouvrages ou d'articles de référence ou si vous connaissez des sites web de qualité traitant du thème abordé ici, merci de compléter l'article en donnant les références utiles à sa vérifiabilité et en les liant à la section « Notes et références ».
Helmut Knochen est un SS-Standartenführer de la Seconde Guerre mondiale, né le 14 mars 1910 à Magdebourg et mort le 4 avril 2003 à Offenbach-sur-le-Main. Il a été chef de la Police de sûreté (« Sipo ») et du Service de sûreté (« SD ») pour la France et la Belgique, de 1942 à 1944. Il est impliqué dans la politique antisémite de l'occupant, notamment dans les déportations massives de Français juifs vers les camps de concentration nazis, et s'est rendu responsable de l'exécution de plusieurs milliers de résistants français.

## Biographie

### Premières années
Son père, instituteur, capitaine d'artillerie et ancien combattant de Verdun, le fait inscrire en 1926 à la section des « jeunes du Stahlhelm » (Casque d'acier), organisation nationaliste d'anciens combattants allemands de la Première Guerre mondiale. 

### Adhésion au parti nazi
Helmut Knochen adhère au NSDAP, en  1932 (ou 1933 ), puis il entre à la SA en 1933.
Il fait en 1935 des études en histoire et en anglais aux universités de Leipzig et de Göttingen (où il se lie d'amitié avec Jean-Philippe Larrose, un des futurs acteurs français de la collaboration à Bordeaux). Il obtient un doctorat en philosophie, avec une thèse sur le dramaturge anglais George Colman. Il exerce les fonctions de professeur et de journaliste. Il entre comme rédacteur dans un journal local.
Il rejoint les SS en 1936 puis suit les Jeux olympiques d'été de 1936. Il fait alors la connaissance du docteur Franz Six, responsable du service de presse de Reinhard Heydrich. Il se marie.
Il devient officier SS en 1937 puis il est envoyé à Paris pour effectuer un reportage sur l’Exposition universelle ; à son retour à Berlin, il commence une activité de renseignement en entrant dans le service central de sécurité (SD) en 1938. Promu au rang de lieutenant SS, il y dépouille les journaux, notamment les articles rédigés par les émigrés allemands en France, en Belgique et aux Pays-Bas. Il élabore des synthèses, très remarquées.
Dans la nuit du 8 au 9 novembre 1939, à la suite d’un attentat raté contre Hitler à Munich qui avait été organisé par Georg Elser, il capture deux agents britanniques du MI6 à la frontière germano-néerlandaise et les ramène en Allemagne. Pour ce coup d'éclat, l'incident de Venlo, Hitler lui remet personnellement la croix de fer de 1re et 2e classe.

### Occupation de la France
Le 14 juin 1940, il dirige un commando spécial l’Einsatzkommando « Frankreich » d'une vingtaine d'hommes choisis par Heydrich (dont Karl Bömelburg, de la Gestapo), qui entre en France sur les pas de la Wehrmacht et forme l'amorce de ce qui deviendra le puissant « SiPo-SD » en France. Ceux-ci installent leurs bureaux avenue Foch, et s'occupent de la collecte d'informations sur les Français et du traitement des archives tombées entre les mains du SD lors de l'invasion. 
Rapidement, la Wehrmacht remarque ce groupe non répertorié par ses services. Convoqué par la GFP, Knochen conclut un accord avec les membres de la GFP. Knochen est nommé commandant en chef de la sécurité interne de Paris, et s'occupe de traquer les ennemis du nazisme : résistants, communistes, francs-maçons, anti-fascistes, réfugiés allemands, Juifs.
En 1941, il dirige le service « investigation » de « l’Amt VI SD-Ausland » au RSHA. Avec l'accord de Heydrich, il fournit des explosifs au groupe collaborateur d'Eugène Deloncle pour commettre des attentats contre des synagogues dans la nuit du 2 au 3 octobre 1941. L'armée d'occupation, débordée, laisse la Gestapo procéder aux perquisitions et aux arrestations. Knochen est promu au grade de SS-Obersturmbannführer, à l’âge de 30 ans.
En 1942, les pouvoirs de Knochen s'étendent à l'ensemble de la France occupée et à la Belgique, il est promu SS-Standartenführer et devient le Befehlshaber der Sicherheitspolizei und des SD (commandant de la police de sécurité et du SD) de cette zone transnationale. Il est alors sous les ordres directs du SS-Brigadeführer Carl Oberg (HSSPf pour la France), lequel dirige l'ensemble de la SS et des polices de la zone occupée.
Charles Platon craint pour sa vie depuis la mort de Philippe Henriot. Il envoie une lettre à Richard Noseck, adjoint à Bordeaux d'Helmut Knochen, chef de la police de sûreté (Sicherheitspolizei) et du service de sécurité (Sicherheitsdienst) pour la France, leur demandant d'intervenir auprès de la Feldkommandantur de Libourne pour accentuer les patrouilles jusqu'à son domicile mais Charles Platon est capturé par les résistants et fusillé le 28 août 1944 en Dordogne à Valojoulx.
Knochen divorce et se remarie à Paris ; Henri Lafont lui aurait, à cette occasion, offert une Bentley blanche.[réf. nécessaire]
Knochen et Oberg sont arrêtés le 20 juillet 1944, ainsi que le contingent SS de Paris, par les conspirateurs Stülpnagel et Boineburg-Lengsfeld, généraux de la Wehrmacht, qui croient à la réussite de l’attentat contre Hitler, lequel échoue en Prusse-Orientale. Ils sont relâchés le jour même.
À cette date, les Alliés étant arrivés au Mans, Oberg décide de vider les prisons et les camps situés en France pour envoyer les détenus en Allemagne.
De même, le 17 août, la retraite en direction de l'Est des services allemands d'occupation s'engage. Le lendemain, le SD quitte Paris pour Vittel. Helmut Knochen est convoqué à Berlin au siège du RSHA, alors dirigé par Kaltenbrunner, qui lui lance : « La guerre dans les bureaux et les salons est terminée pour vous, vous allez d'ailleurs me rendre ce grade qui n'avait de valeur qu'à Paris. Vous êtes désormais SS-Schütze [2e classe dans la Waffen-SS] et vous partez pour le front ! ».
Knochen est alors affecté à la 1re division SS « Leibstandarte Adolf Hitler » dans les unités combattantes de la SS, avec la fonction de Panzergrenadier (fantassin en unité mécanisée), à Berreckan près de Prague.
Néanmoins, Kaltenbrunner le rappelle à Berlin et, à la fin de la guerre, Knochen est fait prisonnier par les troupes américaines.

### Après guerre
Il est jugé en 1946 par un tribunal militaire britannique de Wuppertal pour le meurtre de pilotes britanniques : il est condamné à mort. Il est ensuite extradé en France, le 1er juillet 1947.
En 1954, après une instruction longue et difficile, il comparaît en même temps que Carl Oberg devant le tribunal militaire de Paris en février. Le 9 octobre, il est de nouveau condamné à mort pour crimes de guerre, cette fois par les tribunaux français à Paris. Il fait appel de sa peine. Le 10 avril 1958, le président René Coty commue sa peine en « vingt ans de réclusion criminelle ». Par décret du 31 décembre 1959, sa peine est à nouveau commuée en « vingt ans à partir de la date du jugement ».
Le président de Gaulle signe sa libération le 20 novembre 1962, peu de temps avant de signer le traité de coopération franco-allemand le 22 janvier 1963. De retour en Allemagne, il s’installe à Baden-Baden. Ensuite, il déménage pour Hahnenklee puis pour Offenbach-sur-le-Main et exerce le métier de courtier en assurance-retraite à Francfort. Il travaillera aussi pour une compagnie d'assurance à Mülheim an der Ruhr avec Rolf Muehler et Hans Henschke (de). 
Lucien Steinberg réalise en 1972 son interview pour la revue Historia. À l'été 2000, Knochen accorde une autre interview à Hubert de Beaufort.
Il meurt trois ans plus tard à son dernier domicile d’Offenbach-sur-le-Main.

## Organisation de la police allemande en France
La police allemande en France entre 1942 et 1944 est placée sous les ordres :
- du chef supérieur de la SS et de la police — soit en allemand, le Höhere SS- und Polizeiführer (HSSPf) — le SS-Gruppenführer Carl Oberg,
  - et son directeur de cabinet est le SS-Sturmbannführer Herbert Hagen, dont les bureaux sont situés au 57, boulevard Lannes .

Sous les ordres d'Oberg, se trouvent :
- la direction de la Police de sûreté (la « SiPo » qui est composée de la « Gestapo » et de la « KriPo ») et du Service de sûreté (le « SD »), soit en tout environ 2 500 hommes en tenue civile, plus de nombreux auxiliaires français, sous le commandement du BdS (Befehlshaber der Sicherheitspolizei und des Sicherheitsdienstes[d]), le SS-Standartenführer Helmut Knochen - bureau au 72 avenue Foch,
  - son adjoint est le SS-Obersturmbannführer Kurt Lischka - bureau au 11 rue des Saussaies,
  - le BdS est représenté en province par des KdS (Kommandeur der Sipo und des SD ) ;
- l’Ordnungspolizei (l’« OrPo »), soit environ 2 400 hommes en uniforme, sous le commandement du SS-Standartenführer  von Schweininchen, puis du général Scheer en 1944  - bureaux aux 44 et 49 rue de la Faisanderie.

### Presse
- Magazine Historia, Hors Série no 20, 1971, Les SS. 1 - L'ordre noir.
- Magazine Historia, Hors Série no 26, 1972, par Serge Klarsfeld.
- Magazine Historia, Hors Série no 27, 1972, La Gestapo en France. 2.
- Magazine Historia, no 337, décembre 1974 par Philippe Aziz.